# Washington (Luizjana)
Washington – miasto w Stanach Zjednoczonych, w stanie Luizjana, w parafii St. Landry.